# 西口雅博
西口 雅博（にしぐち まさひろ、1924年〈大正13年〉3月31日 - 没年不明）は、日本の実業家。金盃本舗社長。大阪草履製造業協組副理事長。全国高級装履メーカー連合会会長。

## 人物
奈良県御所市出身。西口紋太郎の長男。趣味はゴルフ、旅行。住所は大阪市浪速区御蔵跡南之町。

## 家族
西口家
- 父・紋太郎（1905年 - ?、奈良県議会議員、社会党所属） - 住所は奈良県南葛城郡大正村小林[1][4]（現・御所市小林）。